# Madrigalejo
Madrigalejo – gmina w Hiszpanii, w prowincji Cáceres, w Estramadurze, o powierzchni 100,81 km². W 2011 roku gmina liczyła 1870 mieszkańców.